# Saint-Pierre-Azif
Saint-Pierre-Azif – miejscowość i gmina we Francji, w regionie Normandia, w departamencie Calvados.
Według danych na rok 1990 gminę zamieszkiwało 158 osób, a gęstość zaludnienia wynosiła 26 osób/km² (wśród 1815 gmin Dolnej Normandii Saint-Pierre-Azif plasuje się na 728. miejscu pod względem liczby ludności, natomiast pod względem powierzchni na miejscu 793.).